# Turycja
Turycja, česky také Velká Turice nebo Tuřice, ukrajinskyТуриця, maďarsky Nagyturjaszög, je obec v Turie-Remetské územní komunitě (hromadě), v okrese Užhorod, v Zakarpatské oblasti na Ukrajině. V roce 2001 zde žilo 1098 obyvatel.

## Historie
První písemná zmínka o této vesnici pochází z roku 1552. Do uzavření Trianonské smlouvy byla ves součástí Uherska, poté byla součástí Československa. V roce 1921 zde stálo 177 domů a žilo zde 884 obyvatel, z toho 14 Čechoslováků, 837 Rusínů, 1 Maďar a 27 Židů. Od roku 1945 byla ves součástí Ukrajinské sovětské socialistické republiky, která byla součástí SSSR. Od roku 1991 je součástí nezávislé Ukrajiny.